# Gymnogeophagus lacustris
Gymnogeophagus lacustris és una espècie de peix de la família dels cíclids i de l'ordre dels perciformes.

## Morfologia
Els mascles poden assolir els 14,6 cm de longitud total.

## Distribució geogràfica
Es troba a Sud-amèrica: Rio Grande do Sul (Brasil).